# Флаг Шарыповского района
Флаг муниципального образования Шары́повский район Красноярского края Российской Федерации — опознавательно-правовой знак, служащий официальным символом муниципального образования.
Флаг утверждён 23 июня 2011 года и внесён в Государственный геральдический регистр Российской Федерации с присвоением регистрационного номера 7056.

## Описание
«Прямоугольное полотнище зелёного цвета с отношением ширины к длине 2:3, имеющее у древка белую вертикальную полосу с шириной в 1/6 от длины полотнища, и несущее на себе изображение фигур районного герба, выполненное белым, синим, жёлтым и красным цветами. Обратная сторона зеркально симметрична лицевой».
Геральдическое описание герба гласит: «В зелёном поле с правым серебряным краем, обременённым шестью лазоревыми прудами с крестообразно выгнутыми очертаниями и посередине между ними — червлёной восьмилучевой звездой, обременённой вписанной в пояс золотой громовой стрелой (без наконечников) — серебряный скачущий конь с золотыми глазами, хвостом и копытами и с попеременно золотыми и червлёными прядями гривы над положенным в оконечности узким золотым поясом, образованным из трёх продольных частей, между которыми заплетены три снопа того же металла».

## Символика
Цвет поля и края указывают на принадлежность территории к Сибири.
Условное изображение прудов — знак богатства территории района озёрами.
Снопы в основании полотнища указывают на сельское хозяйство как основу благосостояния, а переплетение их с поясом — на название района.
Фигура коня символизирует свободу, активность и трудолюбие местных жителей, а красные пряди в гриве олицетворяют их энергию и указывают на расположенную на территории района электростанцию (Берёзовская ГРЭС).
Указанием на последнюю служит также изображение громовой стрелы, вписанной в звезду.